# Dywizjon Ćwiczebny
Dywizjon Ćwiczebny – dywizjon Marynarki Wojennej II RP. Dywizjon pod oryginalną nazwą istniał w latach 1920-1930, a w 1930 roku został przemianowany na Dywizjon Minowców i istniał jeszcze do 1932 roku. 

## Historia
Dywizjon Ćwiczebny powstał w 1920 roku, a jego pierwszym dowódcą został kmdr. por. Hugo Pistel. W skład Dywizjonu Ćwiczebnego włączono kanonierki OORP „Generał Haller” i „Komendant Piłsudski”, trałowce OORP „Jaskółka”, „Mewa”, „Czajka” i „Rybitwa”. W latach 1924-1925 w Dywizjonie służył kuter patrolowy ORP „Myśliwy”. 1 kwietnia 1930 roku Dywizjon Ćwiczebny przemianowano na Dywizjon Minowców, w skład którego weszły trałowce, kanonierki oraz dwa torpedowce. Ostatecznie Dywizjon rozformowano w 1932 roku.

## Dowódcy
- kmdr. por. Hugo Pistel (28 listopada 1920 – 1 stycznia 1922)[7]
- kmdr. por. Jan Stankiewicz (1 stycznia 1922 – 1 marca 1924)[7]
- kmdr. por. Jerzy Łątkiewicz (1 marca 1924 – 14 września 1924)[7]
- kmdr. por. Eugeniusz Solski (1924 – 1928)[7]
- kmdr. por. Adam Mohuczy (1928 – 27 września 1932)[7]